# نيو سيتي (نيويورك)
نيو سيتي (بالإنجليزية: New City)‏ هي قرية غير مضمنة في ولاية نيويورك الأمريكية. يبلغ عدد سكانها حسب تعداد سنة 2000: 34,038 نسمة. ويبلغ عددهم حسب تقدير 2007 حوالي:34,300 نسمة.

## التركيبة السكانية
حدّد مكتب تعداد الولايات المتحدة بيانات التركيبة السكانية لنيو سيتي في تعداد الولايات المتحدة. في ما يلي، التركيبة السكانية حسب تعدادي 2000 و2010.

### تعداد عام 2000
بلغ عدد سكان نيو سيتي 34,038 نسمة بحسب تعداد عام 2000، وبلغ عدد الأسر 11,030 أسرة وعدد العائلات 9,500 عائلة مقيمة في المدينة. في حين سجلت الكثافة السكانية 802.8 نسمة لكل كيلومتر مربع (2,079.2/ميل2). وبلغ عدد الوحدات السكنية 11,161 وحدة بمتوسط كثافة قدره 263.2 لكل كيلومتر مربع (681.7/ميل2).
وتوزع التركيب العرقي للمدينة بنسبة 85.09% من البيض و4.67% من الأمريكيين الأفارقة و0.08% من الأمريكيين الأصليين و6.99% من الأمريكيين ذوي الأصول الآسيوية و0.02% من سكان جزر المحيط الهادئ و1.81% من الأعراق الأخرى و1.34% من عرقين مختلطين أو أكثر و5.87% من الهسبانيون أو اللاتينيون من أي عرق.
بلغ عدد الأسر 11,030 أسرة كانت نسبة 42.2% منها لديها أطفال تحت سن الثامنة عشر تعيش معهم، وبلغت نسبة الأزواج القاطنين مع بعضهم البعض 76.1% من أصل المجموع الكلي للأسر، ونسبة 7.5% من الأسر كان لديها معيلات من الإناث دون وجود شريك، بينما كانت نسبة 2.5% من الأسر لديها معيلون من الذكور دون وجود شريكة وكانت نسبة 13.9% من غير العائلات. تألفت نسبة 11.7% من أصل جميع الأسر من عدة أفراد يعيشون في نفس المنزل ونسبة 5.2% كانت تتألف من شخص يعيش بمفرده يبلغ من العمر 65 عاماً أو أكثر. وبلغ متوسط حجم الأسرة المعيشية 3.02، أما متوسط حجم العائلات فبلغ 3.27.
بلغ العمر الوسطي للسكان 40.2 عاماً. وكانت نسبة 25.6% من القاطنين تحت سن الثامنة عشر، وكانت نسبة 5.9% بين الثامنة عشر والرابعة والعشرين عاماً، ونسبة 25.6% كانت واقعةً في الفئة العمرية ما بين الخامسة والعشرين والرابعة والأربعين عاماً، ونسبة 29.7% كانت ما بين الخامسة والأربعين والرابعة والستين، ونسبة 11.1% كانت ضمن فئة الخامسة والستين عاماً فما فوق. يوجد لكل 100 أنثى 95.6 ذكر، ويوجد لكل 100 أنثى في الثامنة عشر من عمرها فما فوق 91.9 ذكر.
بلغ متوسط دخل الأسرة في المدينة 94,277 دولارًا، أما متوسط دخل العائلة فبلغ 101,132 دولارًا. وكان متوسط دخل الذكور 62,183 دولارًا مقابل 42,947 دولارًا للإناث. وسجل دخل الفرد الخاص بالمدينة 37,613 دولارًا. وكانت نسبة 2% من العائلات ونسبة 3% من السكان تحت خط الفقر، وكان من هؤلاء نسبة 3.1% تحت سن الثامنة عشر ونسبة 2.8% في الخامسة والستين من العمر وما فوق.

### تعداد عام 2010
بلغ عدد سكان نيو سيتي 33,559 نسمة بحسب تعداد عام 2010، وبلغ عدد الأسر 11,225 أسرة وعدد العائلات 9,356 عائلة مقيمة في المدينة. في حين سجلت الكثافة السكانية 791.5 نسمة لكل كيلومتر مربع (2,050.0/ميل2). وبلغ عدد الوحدات السكنية 11,498 وحدة بمتوسط كثافة قدره 271.2 لكل كيلومتر مربع (702.4/ميل2).
وتوزع التركيب العرقي للمدينة بنسبة 78.70% من البيض و6.42% من الأمريكيين الأفارقة و0.15% من الأمريكيين الأصليين و10.31% من الأمريكيين ذوي الأصول الآسيوية و0% من سكان جزر المحيط الهادئ و2.20% من الأعراق الأخرى و2.21% من عرقين مختلطين أو أكثر و8.98% من الهسبانيون أو اللاتينيون من أي عرق.
بلغ عدد الأسر 11,225 أسرة كانت نسبة 38.8% منها لديها أطفال تحت سن الثامنة عشر تعيش معهم، وبلغت نسبة الأزواج القاطنين مع بعضهم البعض 72% من أصل المجموع الكلي للأسر، ونسبة 8.3% من الأسر كان لديها معيلات من الإناث دون وجود شريك، بينما كانت نسبة 3% من الأسر لديها معيلون من الذكور دون وجود شريكة وكانت نسبة 16.7% من غير العائلات. تألفت نسبة 14.4% من أصل جميع الأسر من عدة أفراد يعيشون في نفس المنزل ونسبة 7.9% كانت تتألف من شخص يعيش بمفرده يبلغ من العمر 65 عاماً أو أكثر. وبلغ متوسط حجم الأسرة المعيشية 2.96، أما متوسط حجم العائلات فبلغ 3.27.
بلغ العمر الوسطي للسكان 44.1 عاماً. وكانت نسبة 24.2% من القاطنين تحت سن الثامنة عشر، وكانت نسبة 6.8% بين الثامنة عشر والرابعة والعشرين عاماً، ونسبة 20.6% كانت واقعةً في الفئة العمرية ما بين الخامسة والعشرين والرابعة والأربعين عاماً، ونسبة 32.4% كانت ما بين الخامسة والأربعين والرابعة والستين، ونسبة 16% كانت ضمن فئة الخامسة والستين عاماً فما فوق. وتوزع التركيب الجنسي للسكان بنسبة 49.1% ذكور و50.9% إناث.